# Campeonato de Fútbol Femenino 1995 (Argentina)
El Campeonato de Fútbol Femenino 1995 fue la quinta edición del torneo oficial de fútbol femenino disputado en Argentina. Fue organizado por la Asociación del Fútbol Argentino (AFA). Participaron 6 equipos, todos contra todos a rondas de ida y vuelta. El campeón fue River Plate.

## Equipos participantes
En cursiva, los equipos debutantes en el torneo.
| Equipo         | Ciudad               |
| -------------- | -------------------- |
| Boca Juniors   | Buenos Aires         |
| Independiente  | Avellaneda           |
| River Plate    | Buenos Aires         |
| Talleres (RdE) | Remedios de Escalada |
| J. J. Urquiza  | Caseros              |
| Yupanqui       | Buenos Aires         |

## Tabla de posiciones
| Pos | Equipo         | Pts | PJ | G | E | P  | GF | GC |
| --- | -------------- | --- | -- | - | - | -- | -- | -- |
| 1.º | River Plate    | 26  | 10 | 8 | 2 | 0  | 57 | 7  |
| 2.º | Boca Juniors   | 19  | 10 | 6 | 1 | 3  | 45 | 8  |
| 3.º | Independiente  | 13  | 10 | 3 | 4 | 3  | 30 | 17 |
| 4.º | J. J. Urquiza  | 13  | 10 | 4 | 1 | 5  | 13 | 22 |
| 5.º | Yupanqui       | 11  | 10 | 3 | 2 | 5  | 9  | 17 |
| 6.º | Talleres (RdE) | 0   | 10 | 0 | 0 | 10 | 2  | 87 |

## Resultados

### Fecha 1
| 4 de junio de 1995 | Boca Juniors | 0 - 1 | Yupanqui | Boca Juniors Auxiliar, |  |

| 4 de junio de 1995 | River Plate | 7 - 1 | J.J. Urquiza | River Plate Auxiliar, |  |

| 4 de junio de 1995 | Talleres (RdE) | 0 - 13 | Independiente |  |  |

### Fecha 2
| 11 de junio de 1995 | Boca Juniors | 1 - 1 | River Plate | Boca Juniors Auxiliar, |  |

| 11 de junio de 1995 | Independiente | 3 - 0 | J.J. Urquiza | Independiente Auxiliar, |  |

| 11 de junio de 1995 | Yupanqui | 4 - 0 | Talleres (RdE) | Club Savio 80, |  |

### Fecha 3
| 18 de junio de 1995 | River Plate | 3 - 3 | Independiente | River Plate Auxiliar, |  |

| 18 de junio de 1995 | Talleres (RdE) | 0 - 16 | Boca Juniors |  |  |

| 30 de julio de 1995 | J.J. Urquiza | 3 - 1 | Yupanqui |  |  |

### Fecha 4
| 24 de junio de 1995 | Talleres (RdE) | 0 - 12 | River Plate |  |  |

| 25 de junio de 1995 | Yupanqui | 0 - 0 | Independiente | Club Savio 80, |  |

| 23 de julio de 1995 | Boca Juniors | 2 - 3 | J.J. Urquiza |  |  |

### Fecha 5
| 2 de julio de 1995 | J.J Urquiza | 1 - 0 | Talleres (RdE) |  |  |

| 2 de julio de 1995 | Independiente | 0 - 3 | Boca Juniors | Independiente Auxiliar, |  |

| 2 de julio de 1995 | River Plate | 1 - 0 | Yupanqui | River Plate Auxiliar, |  |

### Fecha 6
| 6 de agosto de 1995 | J.J. Urquiza | 0 - 2 | River Plate |  |  |

| 6 de agosto de 1995 | Independiente | 9 - 2 | Talleres (RdE) |  |  |

| 6 de agosto de 1995 | Yupanqui | 0 - 3 | Boca Juniors |  |  |

### Fecha 7
| 13 de agosto de 1995 | J.J. Urquiza | 1 - 1 | Independiente |  |  |

| 13 de agosto de 1995 | River Plate | 2 - 1 | Boca Juniors | River Plate Auxiliar, |  |

| 13 de agosto de 1995 | Talleres (RdE) | 0 - 1 | Yupanqui |  |  |

### Fecha 8
| 20 de agosto de 1995 | Boca Juniors | 10 - 0 | Talleres (RdE) | Boca Juniors Auxiliar, |  |

| 20 de agosto de 1995 | Independiente | 0 - 3 | River Plate | Independiente Auxiliar, |  |

| 20 de agosto de 1995 | Yupanqui | 0 - 3 | J.J. Urquiza | Club Savio 80, |  |

### Fecha 9
| 27 de agosto de 1995 | J.J. Urquiza | 1 - 5 | Boca Juniors |  |  |

| 27 de agosto de 1995 | Independiente | 1 - 1 | Yupanqui | Independiente Auxiliar, |  |

| 27 de agosto de 1995 | River Plate | 20 - 0 | Talleres (RdE) | River Plate Auxiliar, |  |

### Fecha 10
| 2 de septiembre de 1995 | Talleres (RdE) | 0 - 1 / 1 - 0 | J.J. Urquiza |  |  |

| 3 de septiembre de 1995 | Boca Juniors | 4 - 0 | Independiente | Boca Juniors Auxiliar, |  |

| 3 de septiembre de 1995 | Yupanqui | 1 - 6 | River Plate | Club Savio 80, |  |

## Campeón
| XXX                    |
| River Plate 4.º título |